# アイビーレコード
アイビーレコード（IVY Records ）は、日本の音楽レーベル。

## 概要
ワーナー・ミュージック・ジャパンでプロデューサーとして辣腕をふるい、2009年にカルチュア・コンビニエンス・クラブ（以下、CCC）に転職した酒井善貴が、CCCの支援を受けて2011年に独立する形で設立された。
2014年9月、酒井善貴がプロレス好きだった縁で、かつての『週刊ゴング』の復活版となる『ゴング』の発行元となる（2016年10月31日発売の第18号まで）。
2022年3月31日、親会社のカルチュア・エンタテインメント株式会社に吸収合併され、同社の音楽コンテンツ事業となる。所在地は東京都品川区上大崎3丁目1番1号　目黒セントラルスクエア。
2023年11月1日、世田谷区上馬4丁目18番7号に移転。

## 所属アーティスト
移籍や活動休止した者も含む。

### あ行
- 杏里
- WAVE
- 唄人羽
- MBLAQ
  - ヤン・スンホ

### か行
- 甲斐バンド
- CANDY GO!GO!
- クリエイション
- KAORI

### さ行
- JUN SKY WALKER(S)
  - 宮田和弥
- SHŌGUN
- Joy Opposites

### た行
- 高中正義
- TTRE
- 東京CuteCute
- TRIPLANE

### な行
- なし

### は行
- 萩原健一
- 原田真二
- 柊木りお
- BORO

### ま行
- まなみのりさ
- ミヤモリ
- モニーク
- 森大輔

### や行以降
- 山森大輔
- 柳ジョージ&レイニーウッド
- LOVE